# Filtre polaritzador

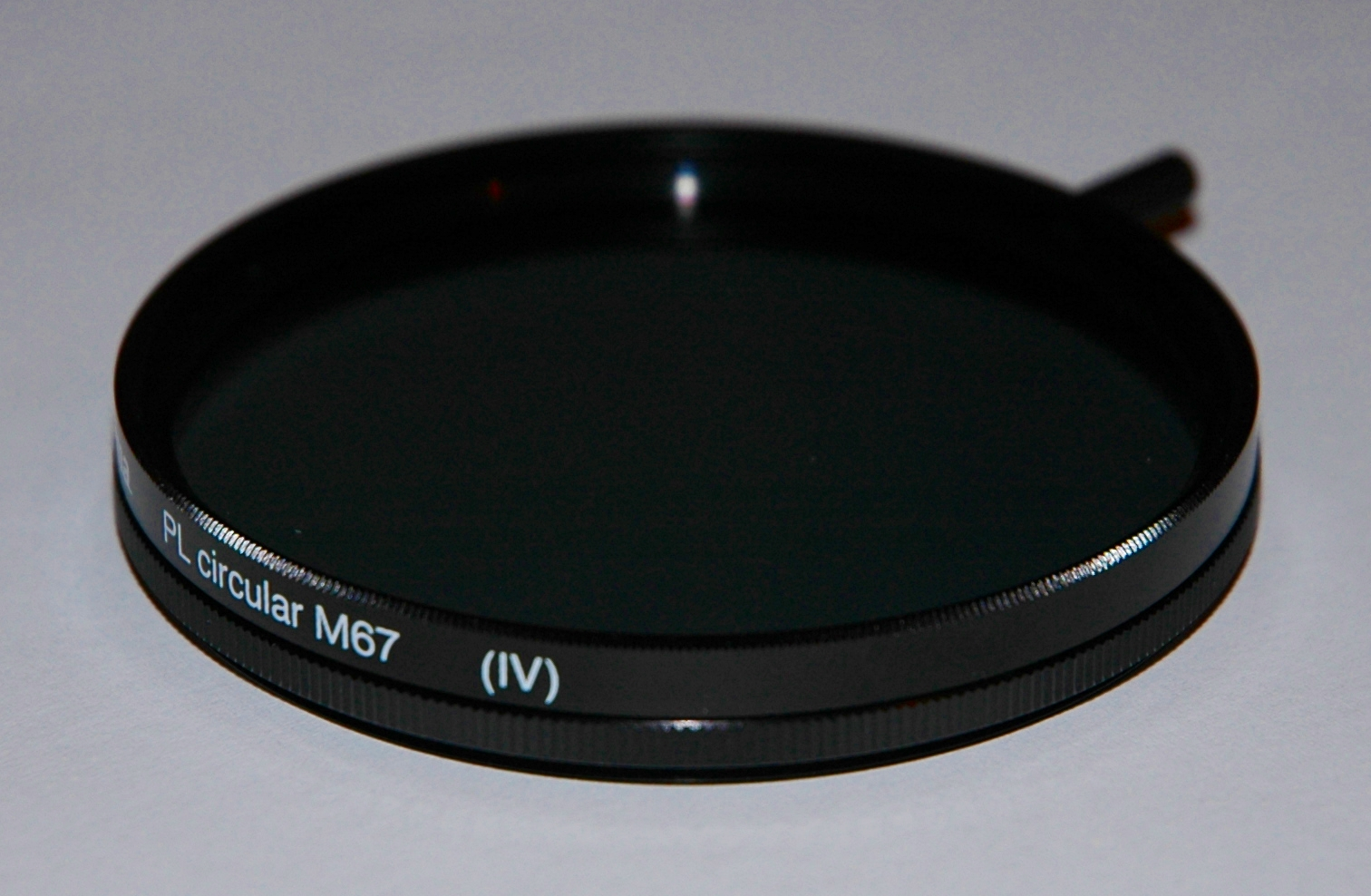
Filtre polaritzador per a l'objectiu d'una càmera fotogràfica.

Filtre polarizador enfront d'un LCD.

Un filtre polarizador o polaritzador és un material amb transmitància selectiva a una determinada direcció d'oscil·lació del camp elèctric d'una ona electromagnètica com la llum. Quan un feix de llum no polaritzada travessa aquest material, la llum sortint (transmesa) queda polaritzada. Un filtre polaritzador pot disminuir la intensitat lluminosa d'un feix de llum polaritzat i fins i tot bloquejar-ne el pas. La magnitud d'aquesta reducció depèn, en un filtre polaritzador lineal, de la inclinació respectiva entre el pla de polarització del feix de llum i el pla polaritzador del filtre segons la llei de Malus.

## Principi de funcionament

Polarització electromagnètica per absorció selectiva.

La llum és una radiació electromagnètica i com a tal té tres vectors de moviment: longitudinal (en la mateixa direcció de la llum), transversal (perpendicular al longitudinal, produeix el moviment oscil·latori en forma d'ona), i un tercer que pot ser de rotació. La llum polaritzada és aquella que té un determinat moviment de rotació. Hi ha tres tipus de llum polaritzada: lineal, circular i el·líptica. El filtre polarizador és com una reixeta que permet únicament el pas de la llum que oscil·la en el mateix pla de la reixa, que és llum polaritzada.

## Aplicacions

### En la fotografia
Un filtre fotogràfic polaritzador està compost per dos cristalls polaritzadors, rotant-ne un s'ajusta l'efecte que es vol aconseguir.
Hi ha dos tipus de filtres polaritzadors: lineals i circulars. Els lineals van quedar obsolets a causa que amb aquests l'autofocus de les càmeres no funciona. Per això van sorgir els polaritzadors circulars que sí que permeten autofocus automàtic de les càmeres modernes.

#### Efectes

##### Saturació de color
Quan es redueixen els reflexos directes, una major fracció de la llum del subjecte és de la varietat difusa - que resulta en una representació més acolorida. El fullatge és reproduït amb un verd més brillant, les flors apareixeran amb un color intens, els cels tindran un blau més profund i els núvols blancs destaquen considerablement en el blau del cel. Aquest efecte adquireix especial intensitat amb un angle de 90° respecte al sol, en altres angles l'efecte és menor i fins i tot nul.

##### Reflexions, finestres i transparència
Un filtre polaritzador pot ser una eina extremadament poderosa per eliminar reflexions i objectes isolats que són molls, sota l'aigua o amb un vidre.

##### Contrast i brillantor
La facultat dels polaritzadors de reduir reflexions afecta, conseqüentment, a la reducció del contrast de la imatge. Aquest fet facilita capturar escenes amb un rang dinàmic ampli, com ara igualar un cel clar amb una terra poc reflectida. Malgrat això, aquest efecte pot no ser desitjat en algunes ocasions.

##### Desavantatges
- Poden provocar que l'exposició requereixi més llum de la normal.
- Requereixen que la càmera estigui en l'angle correcte amb el sol per aconseguir el màxim efecte.
- Dificulten l'observació pel visor de la càmera.
- Potencialment, poden reduir la qualitat de la imatge si no està perfectament net.
- No poden ser utilitzats en panoràmiques o fotografies amb un angle molt obert.

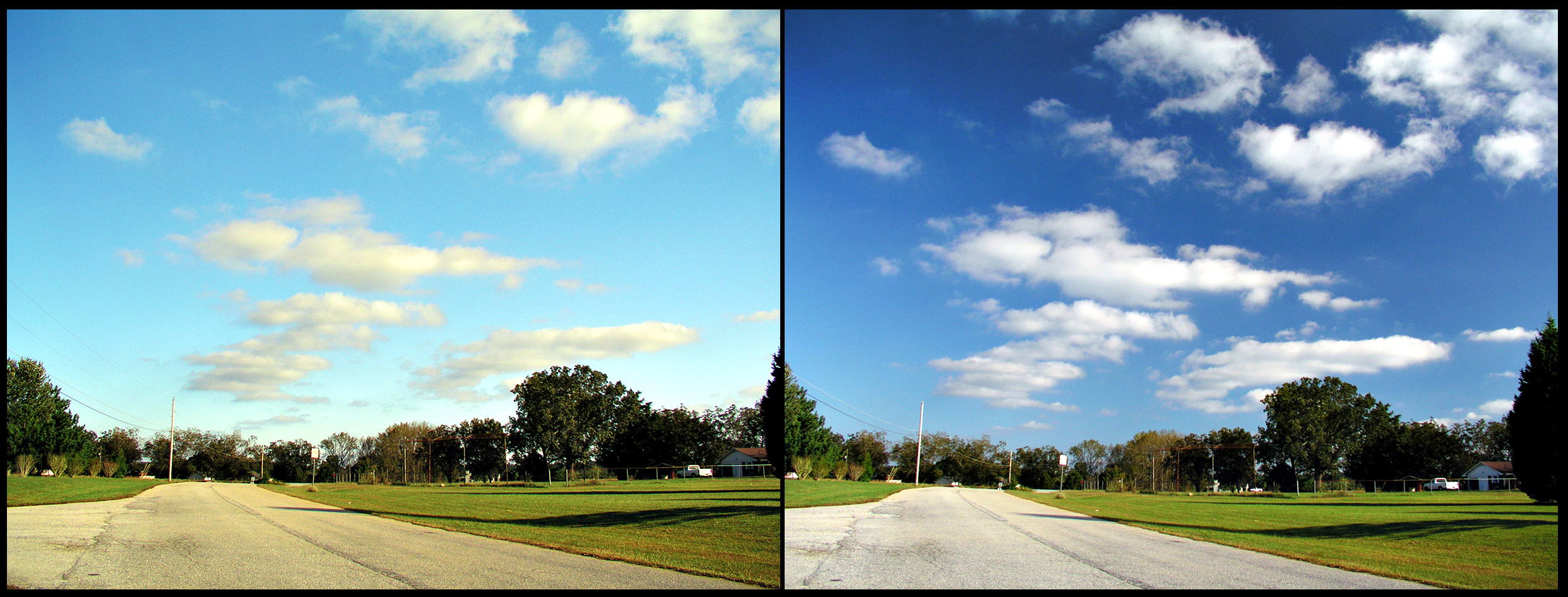
Efecte del filtre polarizador en la fotografia de la dreta

### Altres aplicacions
- Els filtres polaritzadors s'usen en instruments científics com microscopis per ressaltar estructures.
- En els polarímetres s'usen dos cristalls polaritzadores per mesurar l'activitat òptica en substàncies orgàniques. El sacarímetre és un polarímetre per mesurar concentracions de sucre.
- Les pantalles de cristall líquid (LCD) necessiten un filtre polaritzador.
- En les ulleres 3D per veure pel·lícules en 3 dimensions.